# Neodiplothele picta
Neodiplothele picta är en spindelart som beskrevs av Jehan Vellard 1924. Neodiplothele picta ingår i släktet Neodiplothele och familjen Barychelidae. Inga underarter finns listade i Catalogue of Life.